# Distretto di Lavaux
Il distretto di Lavaux è stato un distretto del Canton Vaud, in Svizzera. Confinava con i distretti di Losanna a ovest, di Oron a nord e di Vevey a est, con il Canton Friburgo (distretto di Veveyse) a nord-est e con la Francia (dipartimento dell'Alta Savoia nel Rodano-Alpi) a sud.  Comprendeva una parte del lago di Ginevra. Il capoluogo era Cully.
In seguito alla riforma territoriale entrata in vigore nel 2008 il distretto è stato soppresso e i suoi comuni sono entrati a far parte del distretto di Lavaux-Oron.
Amministrativamente era diviso in 3 circoli e 12 comuni:

## Circoli

### Cully
- Villette (Bourg-en-Lavaux)

### Lutry
- Lutry

### Saint-Saphorin
- Saint-Saphorin

## Divisioni
- 1808: Saint-Saphorin → Chexbres, Saint-Saphorin
- 1810: Saint-Saphorin → Puidoux, Rivaz, Saint-Saphorin
- 1820: Servion → Ferlens, Servion
- 1823: Lutry → Lutry, Savigny
- 1824: Villette → Cully, Epesses, Forel, Grandvaux, Riex, Villette